# Harald Siewert
Harald Alexander Siewert (* 24. Novemberjul. / 6. Dezember 1887greg. in Jakobstadt, Kurland; † 7. Mai 1945) war ein russisch-deutscher Nachrichtendienstler und politischer Funktionär (NSDAP).

## Leben und Tätigkeit
Siewert wuchs als Baltendeutscher im zaristischen Russland auf. Seine Eltern waren der Rechtsanwalt Jeannot Werner Siewert (1846–1913) und Franziska, geb. Sonne. Sein älterer Bruder Kurt Leo Siewert (1882–1958) war Bauingenieur. Nach dem Schulbesuch in Riga studierte Harald Siewert von 1907 bis 1913 Chemie am Polytechnikum Riga. Er gehörte dem Corps Rubonia an und stand ihm zeitweise als Senior vor. Später wurde er Offizier in der kaiserlich-russischen Armee. Während des Ersten Weltkriegs war Siewert Nachrichtenoffizier bei einem russischen Armeekorps. Nach der russischen Oktoberrevolution von 1917 floh Siewert nach Deutschland.
1919 gründete Siewert in Berlin unter der Bezeichnung Deutsches Ostbüro (Dobro) eine antibolschewistische Nachrichtenagentur. Diese belieferte nicht nur die Zeitungen, sondern auch die Politische Polizei mit Erkenntnissen über Vorgänge im bolschewistischen Herrschaftsgebiet in Osteuropa. Das Büro stellte ein Korrespondenzblatt zusammen, mit dem Behörden sowie große Firmen wie Krupp und Thyssen beliefert wurden. Zudem belieferte Siewert Behörden mit vermeintlichen sowjetischen Geheimdokumenten, wie z. B. angebliche Briefe des Leiters der Auslandsabteilung der OGPU, die sich später als Fälschungen herausstellten, die ein gewisser Orlov produziert und Siewert verkauft hatte. Ende der 1920er Jahre war Siewert in die Tscherwonzen-Affäre verwickelt, einen Versuch, die sowjetische Wirtschaft durch den Druck einer großen Zahl gefälschter Tscherwonzen (russischer Banknoten) zu destabilisieren, um so zum Zusammenbruch des Sowjetischen Staates beizutragen.
In den frühen 1930er Jahren wurde Siewert für das Außenpolitische Amt der NSDAP unter Alfred Rosenberg, den er noch aus ihrer gemeinsamen Jugend in Russland kannte, tätig. Nebenbei schrieb er Beiträge für den Völkischen Beobachter. Während des Zweiten Weltkriegs war Siewert in dem von Alfred Rosenberg geleiteten Reichsministerium für die besetzten Ostgebiete als Reichshauptstellenleiter tätig. Zudem fungierte er als Herausgeber der Zeitschrift Deutsche Post aus dem Osten.
Siewert war mit Frieda von Berkholz verheiratet, einer Verwandten von Arend Berkholz. Aus der Ehe ging ein Sohn (1934–1945) hervor. Am 7. Mai 1945 begingen Siewert und seine Familie Suizid, als sich die Rote Armee näherte. Ehefrau und Sohn starben in Hermsdorf im Erzgebirge, wo die Familie auch begraben wurde.

## Schriften
- Das Mordsystem der GPU in Europa, in: Völkischer Beobachter vom 12. Juni 1938.
- Die Organisation des britischen Geheimdienstes. Aufbau und Arbeit der größten Verbrecherorganisation der Welt, in: Völkischer Beobachter vom 27. November 1939.